# Yoshinori Higashikawa
Yoshinori Higashikawa (東川 昌典 Higashikawa Yoshinori?,  nacido el 30 de septiembre de 1964 en Ishikawa) es un exfutbolista japonés que se desempeñaba como defensa.

## Trayectoria

### Clubes
| Club         | País  | Año         |
| ------------ | ----- | ----------- |
| Júbilo Iwata | Japón | 1988 - 1994 |
| Honda        | Japón | 1995 - 1997 |